# Marina din Antiohia
Sfânta Marina (în calendarul romano catolic Margareta; n. 292 d.Hr., Antiohia Pisidiei, Pisidia, Imperiul Roman – d. 307 d.Hr., Antiohia Pisidiei, Pisidia, Imperiul Roman) este o fecioară martiră creștină originară din Antiohia Pisidiei. Ea se numără printre așa-numiții „Paisprezece ajutători” invocați în Occident cu precădere în Evul Mediu drept protectori în caz de pericol. Marina este considerată drept ocrotitoarea femeilor care nasc.
Sfânta Marina este sărbătorită de Bisericile Ortodoxe la data de 17 iulie, de Bisericile Catolică, Evanghelică și Anglicană la data de 20 iulie.

## Legenda
Cele mai vechi surse ale legendei consemnează doar martiriul prin decapitare în timpul lui Dioclețian, în secolul al IV-lea. Treptat, viața sfintei a fost relatată cu tot mai multe amănunte. Versiunile ulterioare îl pomenesc pe prefectul Antiohiei, Olibrius, care ar fi dorit să o ia de soție pe Marina și să o determine să se dezică de credința creștină. Marina refuză acest lucru și a fost aruncată în închisoare după numeroase torturi. În temniță, ea a fost amenințată de un dragon, care a fost însă învins prin semnul crucii. După o versiune apocrifă, pomenită în Legenda aurea, acel dragon ar fi înghițit-o chiar pe sfântă, dar pântecele i-ar fi plesnit după ce Marina ar fi făcut semnul crucii.

## Cultul

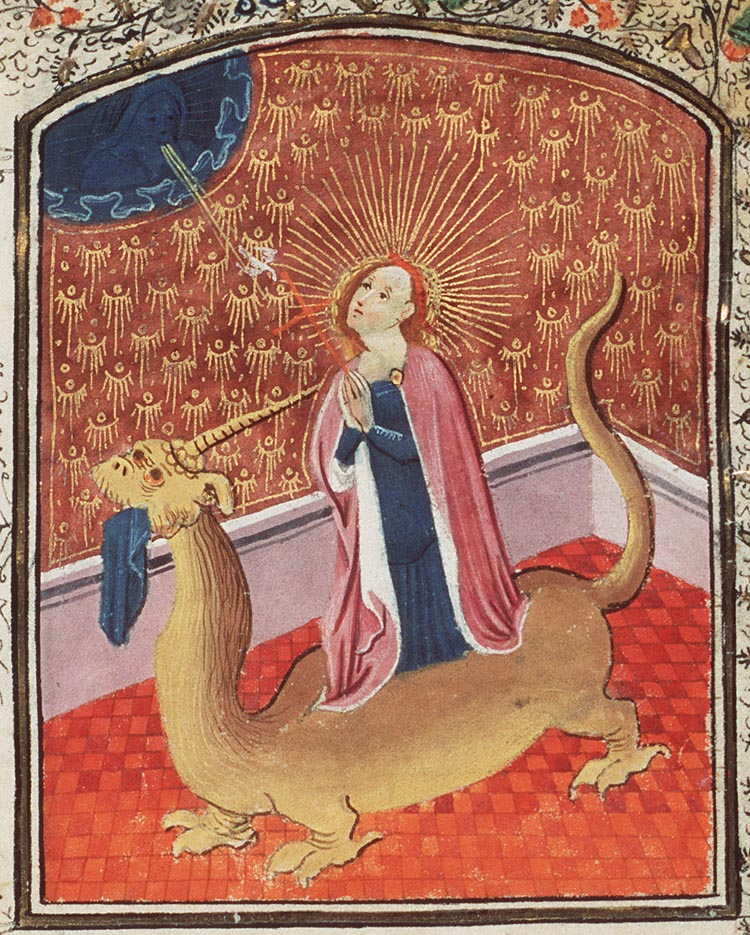
Sfânta Margareta, miniatură dintr-un manuscris flamand de pe la 1440

Inițial venerată în Imperiul Bizantin, Marina a fost cunoscută în occident începând cu secolul al VII-lea, sub numele de Margareta.